# Finland op de Olympische Zomerspelen 1952
Finland was de gastheer van de Olympische Zomerspelen 1952 in Helsinki. In vergelijking met de vorige editie werden twee gouden en vier zilveren medailles minder gewonnen. Daar tegenover stond een toename van acht bronzen plakken.

## Medailleoverzicht
| Sport            | Olympiër | Onderdeel                  | Medaille |
| ---------------- | --- | -------------------------- | -------- |
| Boksen           | Pentti Hamalainen | -54kg (m)                  | Goud     |
| Kanovaren        | Thorvald Strömberg | K-1 10000m (m)             | Goud     |
| Kanovaren        | Kurt Wires Yrjö Hietanen | K-2 1000m (m)              | Goud     |
| Kanovaren        | Kurt Wires Yrjö Hietanen | K-2 10000m (m)             | Goud     |
| Kanovaren        | Sylvi Saimo | K-1 500m (v)               | Goud     |
| Worstelen        | Kelpo Gröndahl | -87kg Grieks-Romeins (m)   | Goud     |
| Kanovaren        | Thorvald Strömberg | K-1 1000m (m)              | Zilver   |
| Schietsport      | Vilho Ylönen | 50m geweer 3 houdingen (m) | Zilver   |
| Worstelen        | Kalervo Rauhala | -79kg Grieks-Romeins (m)   | Zilver   |
| Atletiek         | Toivo Hyytiäinen | speerwerpen (m)            | Brons    |
| Boksen           | Erkki Pakkanen | -60kg (m)                  | Brons    |
| Boksen           | Erkki Mallenius | -63,5kg (m)                | Brons    |
| Boksen           | Harry Siljander | -81kg (m)                  | Brons    |
| Boksen           | Ilkka Koski | +81kg (m)                  | Brons    |
| Kanovaren        | Olavi Ojanperä | C-1 1000m (m)              | Brons    |
| Moderne vijfkamp | Olavi Mannonen Lauri Vilkko Olavi Rokka                                                                                        | team (m)                   | Brons    |
| Roeien           | Veikko Lommi Kauko Wahlsten Oiva Lommi Lauri Nevalainen                                                                        | vier-zonder (m)            | Brons    |
| Schietsport      | Tauno Mäki | 100m bewegend doel (m)     | Brons    |
| Turnen           | Paavo Aaltonen Kalevi Laitinen Onni Lappalainen Kaino Lempinen Berndt Lindfors br> Olavi Rove Heikki Savolainen Kalevi Viskari | meerkamp team (m)          | Brons    |
| Worstelen        | Leo Honkala | -52kg Grieks-Romeins (m)   | Brons    |
| Worstelen        | Tauno Kovanen | +87kg Grieks-Romeins (m)   | Brons    |
| Zeilen           | Ernst Westerlund Ragnar Jansson Jonas Konto Rolf Turkka Paul Sjöberg                                                           | 6m                         | Brons    |

## Deelnemers en resultaten

### Atletiek
| Olympiër                                                   | Onderdeel                | Resultaat | Prestatie                                                                  |
| ---------------------------------------------------------- | ------------------------ | --------- | -------------------------------------------------------------------------- |
| Issi Baran                                                 | 100m (m)                 | 47e       | serie 8: 4de in 11,32                                                      |
| Voitto Hellstén                                            | 100m (m)                 | 53e       | serie 7: 4de in 11,36                                                      |
| Pauli Tavisalo                                             | 100m (m)                 | 45e       | serie 5: 4de in 11,30                                                      |
| Voitto Hellstén                                            | 200m (m)                 | 33e       | serie 10: 2de in 22,41 kwartfinale 2: 5de in 22,61                         |
| Pauli Tavisalo                                             | 200m (m)                 | 44e       | serie 8: 4de in 22,45                                                      |
| Adolf Turakainen                                           | 200m (m)                 | 57e       | serie 1: 3de in 22,55                                                      |
| Rolf Back                                                  | 400m (m)                 | 21e       | serie 2: 2de in 48,58 kwartfinale 2: 5de in 51,53                          |
| Ossi Mildh                                                 | 400m (m)                 | 54e       | serie 12: 7de in 50,36                                                     |
| Jaakko Suikkari                                            | 400m (m)                 | 59e       | serie 3: 5de in 50,92                                                      |
| Erkki Rönnholm                                             | 800m (m)                 | 34e       | serie 8: 6de in 1.55,7                                                     |
| Olavi Talja                                                | 800m (m)                 | 25e       | serie 2: 4de in 1.52,9                                                     |
| Denis Johansson                                            | 1500m (m)                | 8e        | serie 3: 2de in 3.51,2 halve finale: 1ste in 3.49,4 finale: 10de in 3.49,8 |
| Aulis Pystynen                                             | 1500m (m)                | 25e       | serie 2: 5de in 3.53,0                                                     |
| Urpo Vähäranta                                             | 1500m (m)                | 32e       | serie 5: 5de in 3.56,8                                                     |
| Väinö Koskela                                              | 5000m (m)                | 28e       | serie 3: 11de in 14.50,8                                                   |
| Ilmari Taipale                                             | 5000m (m)                | 12e       | serie 1: 2de in 14.22,8 finale: 12de in 14.40,0                            |
| Eero Tuomaala                                              | 5000m (m)                | 13e       | serie 2: 5de in 14.26,8 finale: 13de in 14.54,8                            |
| Väinö Koskela                                              | 10000m (m)               | 16e       | 30.43,0                                                                    |
| Hugo Niskanen                                              | 10000m (m)               | 19e       | 30.59,6                                                                    |
| Hannu Posti                                                | 10000m (m)               | 4e        | 29.51,4                                                                    |
| Olli Alho                                                  | 110m horden (m)          | 22e       | serie 1: 6de in 15,4                                                       |
| Väinö Suvivuo                                              | 110m horden (m)          | 9e        | serie 5: 2de in 14,9 halve finale 2: 5de in 14,9                           |
| Risto Syrjänen                                             | 110m horden (m)          | 22e       | serie 2: 4de in 15,4                                                       |
| Ragnar Graeffe                                             | 400m horden (m)          | 26e       | serie 3: 4de in 55,0                                                       |
| Arvo Hilli                                                 | 400m horden (m)          | 18e       | serie 5: 2de in 54,6 kwartfinale 2: 4de in 54,0                            |
| Rainer Pelkonen                                            | 400m horden (m)          | 17e       | serie 4: 2de in 54,2 kwartfinale 4: 5de in 53,9                            |
| Urho Julin                                                 | 3000m steeplechase (m)   | 15e       | serie 3: 5de in 9.09,4                                                     |
| Kauko Lusenius                                             | 3000m steeplechase (m)   | 23e       | serie 1: 6de in 9.26,8                                                     |
| Olavi Rinteenpää                                           | 3000m steeplechase (m)   | 4e        | serie 2: 2de in 8.59,4 finale: 4de in 8.55,2                               |
| Issi Baran Voitto Hellstén Pauli Tavisalo Adolf Turakainen | 4x100m (m)               | 14e       | serie 1: 4de in 42,0                                                       |
| Pauli Tavisalo Ossi Mildh Ragnar Graeffe Rolf Back         | 4x400m (m)               | 13e       | serie 1: 6de in 3.16,4                                                     |
| Mikko Hietanen                                             | marathon (m)             | 17e       | 2:34.01,0                                                                  |
| Veikko Karvonen                                            | marathon (m)             | 5e        | 2:26.41,8                                                                  |
| Erkki Puolakka                                             | marathon (m)             | 8e        | 2:29.35,0                                                                  |
| Pekka Viljanen                                             | 50km snelwandelen (m)    | 14e       | 4:49.16,4                                                                  |
| Pentti Snellman                                            | verspringen (m)          | 9e        | kwalificatie groep B: 5de met 7,09m finale: 9de met 7,02m                  |
| Jorma Valkama                                              | verspringen (m)          | 17e       | kwalificatie groep B: 10de met 6,97m                                       |
| Jorma Valtonen                                             | verspringen (m)          | 5e        | kwalificatie groep B: 6de met 7,09m finale: 5de met 7,16m                  |
| Reino Hiltunen                                             | hink-stap-springen (m)   | 9e        | kwalificatie groep A: 4de met 14,82m finale: 9de met 14,85m                |
| Valle Rautio                                               | hink-stap-springen (m)   | 23e       | kwalificatie groep B: 12de met 14,14m                                      |
| Pentti Uusihauta                                           | hink-stap-springen (m)   | 22e       | kwalificatie groep B: 11de met 14,38m                                      |
| Pekka Halme                                                | hoogspringen (m)         | 11e       | kwalificatie groep A: 4de met 1,87m finale: 11de met 1,90m                 |
| Albert Koskinen                                            | hoogspringen (m)         | 24e       | kwalificatie groep A: 4de met 1,87m finale: 24ste met 1,80m                |
| Erkki Kataja                                               | polsstokhoogspringen (m) | 10e       | kwalificatie groep B: 1ste met 4,00m finale: 10de met 4,20m                |
| Valto Olenius                                              | polsstokhoogspringen (m) | 5e        | kwalificatie groep B: 4de met 4,00m finale: 5de met 4,30m                  |
| Jukka Piironen                                             | polsstokhoogspringen (m) | 18e       | kwalificatie groep B: 1ste met 4,00m finale: 18de met 3,80m                |
| Aapo Perko                                                 | kogelstoten (m)          | 14e       | kwalificatie: 14de met 14,50m                                              |
| aarto Rask                                                 | kogelstoten (m)          | 17e       | kwalificatie: 17de met 14,08m                                              |
| Toivo Telen                                                | kogelstoten (m)          | 15e       | kwalificatie: 15de met 14,30m                                              |
| Arvo Huutoniemi                                            | discuswerpen (m)         | 29e       | kwalificatie groep A: 15de met 42,79m                                      |
| Veikko Nyqvist                                             | discuswerpen (m)         | 12e       | kwalificatie groep B: 8ste met 46,41m finale: 12de met 47,72m              |
| Olli Partanen                                              | discuswerpen (m)         | 18e       | kwalificatie groep B: 11de met 45,24m                                      |
| Toivo Hyytiäinen                                           | speerwerpen (m)          | Brons     | kwalificatie groep A: 1ste met 71,29m finale: 3de met 71,89m               |
| Eino Leppänen                                              | speerwerpen (m)          | 16e       | kwalificatie groep A: 9de met 64,47m finale: 16de met 62,61m               |
| Soini Nikkinen                                             | speerwerpen (m)          | 8e        | kwalificatie groep B: 3de met 67,15m finale: 8ste met 68,80m               |
| Oiva Halmetoja                                             | kogelslingeren (m)       | 19e       | kwalificatie groep A: 8ste met 52,55m finale: 19de met 50,82m              |
| Reino Kuivamäki                                            | kogelslingeren (m)       | 14e       | kwalificatie groep B: 9de met 50,58m finale: 14de met 51,85m               |
| Lauri Tamminen                                             | kogelslingeren (m)       | 8e        | kwalificatie groep A: 12de met 49,05m finale: 20ste met 50,05m             |
| Erkki Hautamäki                                            | tienkamp (m)             | DNF       | niet gefinisht                                                             |
| Eeles Landström                                            | tienkamp (m)             | 14e       | 5694 punten                                                                |
| Olli Reikko                                                | tienkamp (m)             | 13e       | 5723 punten                                                                |
|                                                            |                          |           |                                                                            |
| Ulla Pokki                                                 | 100m (v)                 | 40e       | serie 1: 4de in 12,7                                                       |
| Leena Sipilä                                               | 100m (v)                 | 53e       | serie 4: 5de in 13,4                                                       |
| Pirkko Länsivuori                                          | 200m (v)                 | 40e       | serie 5: 5de in 27,5                                                       |
| Aino Autio                                                 | 80m horden (v)           | 26e       | serie 5: 6de in 12,1                                                       |
| Sylvi Keskinen                                             | 80m horden (v)           | 30e       | serie 4: 5de in 12,4                                                       |
| Seija Pöntinen                                             | 80m horden (v)           | 17e       | serie 3: 4de in 11,8                                                       |
| Aino Autio Maire Österdahl Pokki Leena Sipilä              | 4x100m (v)               | 14e       | serie 3: 5de in 50,2                                                       |
| Maire Österdahl                                            | verspringen (v)          | 9e        | kwalificatie groep B: 6de met 5,62m finale: 9de met 5,73m                  |
| Sisko Heikkilä                                             | hoogspringen (v)         | 16e       | 1,40m                                                                      |
| Seija Pöntinen                                             | hoogspringen (v)         | 15e       | 1,50m                                                                      |
| Meeri Saari                                                | kogelstoten (v)          | 8e        | kwalificatie: 12de met 12,57m finale: 8ste met 13,02m                      |
| Kaarina Koivuniemi                                         | discuswerpen (v)         | 8e        | kwalificatie: 17de met 36,56m finale: 11de met 40,33m                      |
| Kaisa Parviainen                                           | speerwerpen (v)          | 16e       | kwalificatie: 17de met 39,10m finale: 16de met 39,82m                      |
| Anni Rättyä                                                | speerwerpen (v)          | 14e       | kwalificatie: 10de met 40,47m finale: 14de met 40,56m                      |
| Elsa Torikka                                               | speerwerpen (v)          | 17e       | kwalificatie: 16de met 39,27m finale: 17de met 39,58m                      |

### Basketbal
| Olympiër | Onderdeel | Resultaat | Prestatie                                                                        |
| --- | --------- | --------- | -------------------------------------------------------------------------------- |
| Juhani Kyöstilä Raine Nuutinen Raimo Lindholm Timo Suviranta Kauko Heinänen Pentti Laaksonen Oiva Virtanen Esko Karhunen Eero Salonen Pertti Mutru Tuomo Ristola Tapio Pöyhönen | mannen    | 16e       | groep B: 4de V van Mexico: 48-66 V van Sovjet-Unie: 35-47 V van Bulgarije: 64-65 |

| Groep 2 |             |             |             |             |        |        |        |        |
|         | Land        | Wedstrijden | Wedstrijden | Wedstrijden | Punten | Punten | Punten | Punten |
| G       | Land        | W           | V           | V           | T      | Saldo  |        | Punten |
| 1       | Sovjet-Unie | 3           | 3           | 3           | 192    | 143    | +49    | 6      |
| 2       | Bulgarije   | 3           | 2           | 1           | 163    | 182    | −19    | 5      |
| 3       | Mexico      | 3           | 1           | 2           | 172    | 171    | +1     | 4      |
| 4       | Finland     | 3           | 0           | 3           | 147    | 178    | −31    | 3      |

| Ronde      | Plaats      | Land  | Score   | Land |
| ---------- | ----------- | ----- | ------- | ---- |
| Groepsfase |             |       |         |      |
| Helsinki   | Mexico      | 66-48 | Finland |      |
| Helsinki   | Sovjet-Unie | 47-35 | Finland |      |
| Helsinki   | Bulgarije   | 65-64 | Finland |      |

### Boksen
| Olympiër              | Onderdeel   | Resultaat | Prestatie |
| --------------------- | ----------- | --------- | --- |
| Risto Luukkonen       | -51kg (m)   | 15e       | 1ste ronde: V van USA Brooks: 0-3 |
| Pentti Hämäläinen     | -54kg (m)   | Goud      | 1ste ronde: W van GBR Nicholls: 3-0 2de ronde: W van POL Niedzwiedzki: 3-0 kwartfinale: W van RSA von Gravenitz: 3-0 halve finale: W van Sovjet-Unie Garburov: 3-0 finale: W van IRL McNally: 2-1 |
| Pentti Niinivuori     | -57kg (m)   | 9e        | 1ste ronde: vrij 2de ronde: V van ITA Caprari: 1-2 |
| Erkki Pakkanen        | -60kg (m)   | Brons     | 1ste ronde: vrij 2de ronde: W van IRI Nazarbegian: 3-0 kwartfinale: W van VEN Matute: 3-0 halve finale: V van ITA Bolognesi: 0-3                                                                  |
| Erkki Aarno Mallenius | -63,5kg (m) | Brons     | 1ste ronde: vrij 2de ronde: W van BIR Majid: technische knock-out kwartfinale: W van BEL Paternotte: 2-1 halve finale: V van Sovjet-Unie Mednov: walk-over                                        |
| Iivari Malmikoski     | -67kg (m)   | 9e        | 1ste ronde: vrij 2de ronde: V van DEN Jörgensen: 1-2 |
| Pentti Kontula        | -71kg (m)   | 9e        | 1ste ronde: W van ROU Serbu: 3-0 2de ronde: V van BUL Spassoff: 0-3 |
| Börje Grönroos        | -75kg (m)   | 9e        | 1ste ronde: vrij 2de ronde: V van SWE Sjölin: 0-3 |
| Erkki Aarno Mallenius | -81kg (m)   | Brons     | 1ste ronde: vrij 2de ronde: W van ROU Ciobotaru: 2-1 kwartfinale: W van GER Kistner: 2-1 halve finale: V van USA Lee: 0-3                                                                         |
| Ilkka Koski           | +81kg (m)   | Brons     | 1ste ronde: vrij 2de ronde: W van HUN Bene: knock-out kwartfinale: W van GBR Hearn: 3-0 halve finale: V van SWE Johansson: 1-2                                                                    |

### Gewichtheffen
| Olympiër        | Onderdeel   | Resultaat | Prestatie                                                                                |
| --------------- | ----------- | --------- | ---------------------------------------------------------------------------------------- |
| Aarne Vehkonen  | -56kg (m)   | 13e       | drukken: 15de met 72,5kg trekken: 9de met 85kg stoten: 11de met 110kg stoten: 267,5kg    |
| Mikko Hokka     | -60kg (m)   | 15e       | drukken: 16de met 85kg trekken: 8ste met 95kg stoten: 15de met 115kg stoten: 295kg       |
| Tauno Suoniemi  | -67,5kg (m) | 15e       | drukken: 11de met 95kg trekken: 16de met 95kg stoten: 17de met 120kg stoten: 310kg       |
| Frank Teraskari | -75kg (m)   | 9e        | drukken: 9de met 102,5kg trekken: 7de met 110kg stoten: 8ste met 140kg stoten: 352,5kg   |
| Juhani Vellamo  | -82,5kg (m) | DNF       | drukken: geen geldige poging                                                             |
| Kai Outa        | -90kg (m)   | 10e       | drukken: 11de met 107,5kg trekken: 11de met 110kg stoten: 8ste met 147,5kg stoten: 365kg |
| Eino Makinen    | +90kg (m)   | 11e       | drukken: 13de met 110kg trekken: 9de met 110kg stoten: 9de met 147,5kg stoten: 367,5kg   |

### Hockey
| Olympiër | Onderdeel | Resultaat | Prestatie                                                      |
| --- | --------- | --------- | -------------------------------------------------------------- |
| Kaarlo Ilmari Einiö Pentti Olavi Elo Erkki Ilmari Heikkilä Veijo-Lassi Aukusti Keijo Kuusela Risto Santeri Lamppu Reino Oskari Lindroos Esko Jalo Toivo Salminen Toivo Heino Salminen Esko Kalevi Silvennoinen Tauno Johannes Timoska | mannen    | 9e        | voorronde: V van België: 0-6 5-12de plek: V van Duitsland: 0-7 |

### Kanovaren
| Olympiër                      | Onderdeel      | Resultaat | Prestatie                                      |
| ----------------------------- | -------------- | --------- | ---------------------------------------------- |
| Olavi Ojanperä                | C-1 1000m (m)  | Brons     | serie 2: 2de in 5.09,8 finale: 3de in 5.08,5   |
| Jarl Fagerström               | C-1 10000m (m) | 6e        | 59.45,9                                        |
| Tuomo Tuormaa Matti Havulinna | C-2 1000m (m)  | 10e       | serie 1: 5de in 4.54,0                         |
| Jorma Kulo Teppo Salmisaari   | C-2 10000m (m) | 9e        | 56.28,2                                        |
| Thorvald Strömberg            | K-1 1000m (m)  | Zilver    | serie 3: 1ste in 4.15,5 finale: 3de in 4.09,7  |
| Thorvald Strömberg            | K-1 10000m (m) | Goud      | 47.22,8                                        |
| Kurt Wires Yrjö Hietanen      | K-2 1000m (m)  | Goud      | serie 1: 2de in 3.53,0 finale: 1ste in 3.51,1  |
| Kurt Wires Yrjö Hietanen      | K-2 10000m (m) | Goud      | 44.21,3                                        |
|                               |                |           |                                                |
| Sylvi Saimo                   | K-1 500m (v)   | Goud      | serie 1: 1ste in 2.20,1 finale: 1ste in 2.18,4 |

### Moderne vijfkamp
| Olympiër                              | Onderdeel   | Resultaat | Prestatie |
| ------------------------------------- | ----------- | --------- | --------- |
| Ole Mannonen                          | individueel | 5e        |           |
| Olavi Rokka                           | individueel | 13e       |           |
| Lauri Vilkko                          | individueel | 7e        |           |
| Ole Mannonen Olavi Rokka Lauri Vilkko | team        | Brons     |           |

### Paardensport
| Olympiër                                   | Onderdeel   | Resultaat | Prestatie          |
| Eventing                                   | Eventing    | Eventing  | Eventing           |
| ------------------------------------------ | ----------- | --------- | ------------------ |
| Ilmari Haimi                               | individueel | 32e       | 407,50 strafpunten |
| Mauno Roiha                                | individueel | DNF       | niet gefinisht     |
| Veikko Vartiainen                          | individueel | DNF       | niet gefinisht     |
| Ilmari Haimi Mauno Roiha Veikko Vartiainen | team        | DNF       | niet gefinisht     |
| Springconcours                             |             |           |                    |
| Viktor Jansson                             | individueel | DNF       | niet gefinisht     |
| Henrik Lavonius                            | individueel | DNF       | niet gefinisht     |
| Mauno Roiha                                | individueel | DNF       | niet gefinisht     |
| Viktor Jansson Mauno Roiha Henrik Lavonius | team        | DNF       | niet gefinisht     |

### Roeien
| Olympiër | Onderdeel       | Resultaat | Prestatie                                                                                                 |
| --- | --------------- | --------- | --- |
| Sevi Holmsten | skiff (m)       | 9e        | serie 1: 3de in 7.52,1 herkansingen: 2de in 7.37,2                                                        |
| Keijo Koivumäki Eero Koivumäki                                                                                              | dubbel-twee (m) | 13e       | serie 2: 4de in 7.19,5 herkansingen: 4de in 7.12,0                                                        |
| Bengt Ahlström Stig Winter                                                                                                  | twee-zonder (m) | 13e       | serie 4: 4de in 8.06,7 herkansingen: 4de in 7.47,9                                                        |
| Veijo Mikkolainen Toimi Pitkänen Erkki Lyijynen                                                                             | twee-met (m)    | 5e        | serie 1: 3de in 8.06,6 herkansingen: 1ste in 7.55,0 finale: 5de in 8.40,8                                 |
| Veikko Lommi Kauko Wahlsten Oiva Lommi Lauri Nevalainen                                                                     | vier-zonder (m) | Brons     | serie 1: 2de in 6.42,7 halve finale 1: 4de in 7.06,8 herkansingen: 1ste in 6.48,5 finale: 3de in 7.23,3   |
| Kurt Grönholm Paul Stråhlman Birger Karlsson Karl-Erik Johansson Antero Tukiainen                                           | vier-met (m)    | 5e        | serie 1: niet gefinisht herkansingen: 1ste in 7.00,7 herkansingen 2: 1ste in 7.03,5 finale: 5de in 7.43,8 |
| Tor Lundsten Birger Andersson Eero Lehtovirta Yrjö Hakoila Antti Arell Harry Wikman Esko Lyytikkä Klaus Lampi Toivo Räsänen | acht (m)        | 14e       | serie 1: 5de in 6.28,5 herkansingen: 3de in 6.28,4                                                        |

### Schermen
| Olympiër                                                                             | Onderdeel      | Resultaat  | Prestatie                                                                               |  |
| ------------------------------------------------------------------------------------ | -------------- | ---------- | --------------------------------------------------------------------------------------- |  |
| Erkki Kerttula                                                                       | degen (m)      | 9e         |                                                                                         |  |
| Heikki Raitio                                                                        | degen (m)      | 74e        |                                                                                         |  |
| Rolf Wiik                                                                            | degen (m)      | 16e        |                                                                                         |  |
| Kauko Jalkanen Erkki Kerttula Rolf Wiik Nils Sjöblom Jaakko Vuorinen Paavo Miettinen | degen team (m) | 10e        | 1ste ronde groep 5: 1ste met 1 overwinning kwartfinale groep 1: 4de met 0 overwinningen |  |
| Kurt Lindeman                                                                        | degen team (m) | floret (m) | 28e                                                                                     |  |
| Heikki Raitio                                                                        | degen team (m) | floret (m) | 46e                                                                                     |  |
|                                                                                      |                |            |                                                                                         |  |
| Maggie Kalka                                                                         | floret (v)     | 26e        |                                                                                         |  |
| Taimi Mattsson                                                                       | floret (v)     | 36e        |                                                                                         |  |
| Marianne Sjöblom                                                                     | floret (v)     | 30e        |                                                                                         |  |

### Schietsport
| Olympiër           | Onderdeel                   | Resultaat | Prestatie   |
| ------------------ | --------------------------- | --------- | ----------- |
| Kullervo Leskinen  | 50m geweer 3 houdingen (m)  | 8e        | 1157 punten |
| Vilho Ylönen       | 50m geweer 3 houdingen (m)  | Zilver    | 1164 punten |
| Kullervo Leskinen  | 50m geweer liggend (m)      | 7e        | 398 punten  |
| Vilho Ylönen       | 50m geweer liggend (m)      | 11e       | 397 punten  |
| Pauli Janhonen     | 300m geweer 3 houdingen (m) | 12e       | 1077 punten |
| Vilho Ylönen       | 300m geweer 3 houdingen (m) | 5e        | 1107 punten |
| Klaus Lahti        | 50m pistool (m)             | 7e        | 541 punten  |
| Oiva Tylli         | 50m pistool (m)             | 10e       | 535 punten  |
| Veli-Jussi Hölsö   | 25m snelvuurpistool (m)     | 14e       | 566 punten  |
| Pentti Linnosvuo   | 25m snelvuurpistool (m)     | 5e        | 577 punten  |
| Konrad Huber       | trap (m)                    | 5e        | 188 punten  |
| Sven-Erik Rosenlew | trap (m)                    | 29e       | 168 punten  |
| Tauno Mäki         | 100m bewegend doel (m)      | Brons     | 407 punten  |
| Yrjö Miettinen     | 100m bewegend doel (m)      | 6e        | 392 punten  |

### Schoonspringen
| Olympiër       | Onderdeel     | Resultaat | Prestatie                         |
| -------------- | ------------- | --------- | --------------------------------- |
| Olavi Heinonen | 3m plank (m)  | 29e       | voorronde: 29ste met 58,06 punten |
| Helge Vasenius | 3m plank (m)  | 14e       | voorronde: 14de met 65,41 punten  |
| OBirger Kivelä | 10m toren (m) | 13e       | voorronde: 13de met 67,31 punten  |

### Turnen
| Olympiër | Onderdeel                | Resultaat | Prestatie     |
| --- | ------------------------ | --------- | ------------- |
| Paavo Aaltonen | meerkamp individueel (m) | 20e       | 111,40 punten |
| Kalevi Laitinen | meerkamp individueel (m) | 35e       | 110,10 punten |
| Onni Lappalainen | meerkamp individueel (m) | 14e       | 111,85 punten |
| Kaino Lempinen | meerkamp individueel (m) | 28e       | 110,60 punten |
| Berndt Lindfors | meerkamp individueel (m) | 19e       | 111,45 punten |
| Olavi Rove | meerkamp individueel (m) | 42e       | 109,45 punten |
| Heikki Savolainen | meerkamp individueel (m) | 29e       | 110,45 punten |
| Kalevi Viskari | meerkamp individueel (m) | 38e       | 109,80 punten |
| Paavo Aaltonen Kalevi Laitinen Onni Lappalainen Kaino Lempinen Berndt Lindfors Olavi Rove Heikki Savolainen Kalevi Viskari | meerkamp team (m)        | Brons     | 564,20 punten |
| |                          |           |               |
| Raili Hoviniemi | meerkamp individueel (v) | 102e      | 65,81 punten  |
| Arja Lehtinen | meerkamp individueel (v) | 63e       | 69,43 punten  |
| Maila Nisula | meerkamp individueel (v) | 119e      | 63,30 punten  |
| Pirkko Pyykanen | meerkamp individueel (v) | 125e      | 61,43 punten  |
| Vappu Salonen | meerkamp individueel (v) | 58e       | 69,61 punten  |
| Raija Simola | meerkamp individueel (v) | 127e      | 61,30 punten  |
| Raili Tuominen | meerkamp individueel (v) | 51e       | 70,08 punten  |
| Pirkko Vilppunen | meerkamp individueel (v) | 108e      | 65,09 punten  |
| Raili Hoviniemi Arja Lehtinen Maila Nisula Pirkko Pyykanen Vappu Salonen Raija Simola Raili Tuominen Pirkko Vilppunen      | meerkamp team (v)        | 13e       | 473,92 punten |

### Voetbal
| Olympiër | Onderdeel | Resultaat | Prestatie                         |
| --- | --------- | --------- | --------------------------------- |
| Åke Lindman Erik Beijar Esko Valkama Jorma Vaihela Olavi Laaksonen Kalevi Lehtovirta Nils Rikberg Stig-Göran Myntti Aulis Rytkönen Veikko Asikainen Olof Stolpe Mauno Rintanen Kurt Martin Seppo Pelkonen Sulo Parkkinen Tapio Pylkkönen Åke Pettersson | mannen    | 9e        | 1ste ronde: V van Oostenrijk: 3-4 |

### Wielersport
| Olympiër                                                 | Onderdeel                | Resultaat | Prestatie      |
| Baan                                                     | Baan                     | Baan      | Baan           |
| -------------------------------------------------------- | ------------------------ | --------- | -------------- |
| Helge Törn                                               | sprint (m)               | 27e       |                |
| Onni Kasslin                                             | tijdrit (m)              | 14e       | 1.15,3         |
| Ensio Nieminen Olavi Linnonmaa                           | tandem (m)               | 12e       | 1.15,3         |
| Aimo Jokinen Nils Henriksson Paul Nyman Urho Sirén       | ploegenachtervolging (m) | 15e       |                |
| Weg                                                      |                          |           |                |
| Paul Backman                                             | wegwedstrijd (m)         | DNF       | niet gefinisht |
| Ruben Forsblom                                           | wegwedstrijd (m)         | DNF       | niet gefinisht |
| Raino Koskenkorva                                        | wegwedstrijd (m)         | 42e       | 5:23.34,6      |
| Paul Nyman                                               | wegwedstrijd (m)         | DNF       | niet gefinisht |
| Paul Backman Ruben Forsblom Raino Koskenkorva Paul Nyman | wegwedstrijd team (m)    | DNF       | niet gefinisht |

### Worstelen
| Olympiër            | Onderdeel   | Resultaat   | Prestatie   |
| Vrije stijl         | Vrije stijl | Vrije stijl | Vrije stijl |
| ------------------- | ----------- | ----------- | ----------- |
| Oiva Timonen        | -52kg (m)   | 16e         |             |
| Tauno Jaskari       | -57kg (m)   | 13e         |             |
| Rauno Mäkinen       | -62kg (m)   | 6e          |             |
| Risto Talosela      | -67kg (m)   | 5e          |             |
| Aleksanteri Keisala | -73kg (m)   | 8e          |             |
| Veikko Lahti        | -79kg (m)   | 12e         |             |
| Paavo Sepponen      | -87kg (m)   | 7e          |             |
| Taisto Kangasniemi  | +87kg (m)   | 6e          |             |
| Grieks-Romeins      |             |             |             |
| Leo Honkala         | -52kg (m)   | Brons       |             |
| Arvo Kyllönen       | -57kg (m)   | 8e          |             |
| Erkki Talosela      | -62kg (m)   | 8e          |             |
| Kalle Haapasalmi    | -67kg (m)   | 5e          |             |
| Veikko Männikkö     | -73kg (m)   | 12e         |             |
| Kalervo Rauhala     | -79kg (m)   | Zilver      |             |
| Kelpo Gröndahl      | -87kg (m)   | Goud        |             |
| Tauno Kovanen       | +87kg (m)   | Brons       |             |

### Zeilen
| Olympiër                                                             | Onderdeel | Resultaat | Prestatie                          |
| -------------------------------------------------------------------- | --------- | --------- | ---------------------------------- |
| Karl-Gunnar Källström                                                | finn      | 19e       | 2587 punten: (15-8-19-15-21-25-7)  |
| Rene Israel Nyman Bror-Christian Ilmoni                              | star      | 19e       | 1322 punten: (17-17-15-17-14-18-6) |
| Eric Fabricius Bror Einar Johansson Leo Nagornoff                    | dragon    | 14e       | 1867 punten: (13-10-15-14-11-11-6) |
| Hans Dittmar Arne Frithiof Louis Castrén Johan Erik Stadigh          | 5,5m      | 8e        | 3292 punten: (8-3-12-10-9-8-2)     |
| Ernst Westerlund Paul Sjöberg Ragnar Jansson Jonas Konto Rolf Turkka | 6m        | Brons     | 3944 punten: (3-6-3-5-1-DNS-3)     |

### Zwemmen
| Olympiër                                                  | Onderdeel             | Resultaat | Prestatie                                             |
| --------------------------------------------------------- | --------------------- | --------- | ----------------------------------------------------- |
| Pentti Ikonen                                             | 100m vrije slag (m)   | 33e       | serie 5: 5de in 1.01,1                                |
| Leo Telivuo                                               | 100m vrije slag (m)   | 42e       | serie 1: 5de in 1.02,0                                |
| Mauno Valkeinen                                           | 100m vrije slag (m)   | 48e       | serie 6: 6de in 1.02,5                                |
| Einari Aalto                                              | 400m vrije slag (m)   | 30e       | serie 6: 5de in 5.15,8                                |
| Pentti Ikonen                                             | 400m vrije slag (m)   | 10e       | serie 1: 5de in 4.55,7                                |
| Pentti Ikonen                                             | 400m vrije slag (m)   | 23e       | serie 5: 6de in 5.09,3                                |
| Erkki Marttinen                                           | 100m rugslag (m)      | 27e       | serie 6: 6de in 1.15,2                                |
| Aulis Kähkönen                                            | 200m schoolslag (m)   | 18e       | serie 6: 4de in 2.43,8                                |
| Juha Tikka                                                | 200m schoolslag (m)   | 24e       | serie 1: 4de in 2.46,3                                |
| Pentti Ikonen Pentti Paatsalo Mauno Valkeinen Leo Telivuo | 4x200m vrije slag (m) | 16e       | serie 1: 6de in 9.26,6                                |
|                                                           |                       |           |                                                       |
| Ritva Järvinen                                            | 100m vrije slag (v)   | 27e       | serie 5: 5de in 1.11,5                                |
| Ritva Koivula                                             | 100m vrije slag (v)   | 40e       | serie 6: 7de in 1.17,3                                |
| Raili Riuttala                                            | 100m vrije slag (v)   | 33e       | serie 4: 7de in 1.13,5                                |
| Ritva Järvinen                                            | 400m vrije slag (v)   | 32e       | serie 2: 7de in 5.53,5                                |
| Anneli Haaranen                                           | 100m rugslag (v)      | 15e       | serie 1: 6de in 1.21,7                                |
| Kaija Mäkelä                                              | 200m schoolslag (v)   | 16e       | serie 4: 4de in 3.04,7 halve finale 2: 8ste in 3.06,2 |
| Pentti Ikonen Pentti Paatsalo Mauno Valkeinen Leo Telivuo | 4x100m vrije slag (v) | 13e       | serie 2: 7de in 4.56,0                                |

Argentinië · Australië · Bahama's · België · Bermuda · Birma · Brazilië · Brits-Guiana · Bulgarije · Canada · Ceylon · Chili · China · Cuba · Denemarken · Duitsland · Egypte · Filipijnen · Finland · Frankrijk · Goudkust · Griekenland · Groot-Brittannië · Guatemala · Hongarije · Hongkong · Ierland · IJsland · India · Indonesië · Iran · Israël · Italië · Jamaica · Japan · Joegoslavië · Libanon · Liechtenstein · Luxemburg · Mexico · Monaco · Nederland · Nederlandse Antillen · Nieuw-Zeeland · Nigeria · Noorwegen · Oostenrijk · Pakistan · Panama · Polen · Portugal · Puerto Rico · Roemenië · Saarland · Singapore ·  Sovjet-Unie · Spanje · Thailand · Trinidad en Tobago · Tsjecho-Slowakije · Turkije · Uruguay · Venezuela · Verenigde Staten · Vietnam · Zuid-Afrika · Zuid-Korea · Zweden · Zwitserland